# أبو هريرة
أَبُو هُرَيْرَةَ عَبْدُ الرَّحْمَنِ بْنُ صَخْرٍ الدَّوْسِيُّ الزَّهْرَانِيُّ الأَزْدِيُّ(21 ق هـ - 59 هـ / 602 - 679 م)صحابي محدِّث وفقيه وحافظ أسلم سنة 7 هـ، ولزم النبي محمداً، وحفظ الحديث عنه، حتى أصبح أكثر الصحابة روايةً وحفظًا للحديث النبوي. لسعة حفظ أبي هريرة، التفّ حوله العديد من الصحابة والتابعين من طلبة الحديث النبوي الذين قدّر البخاري عددهم بأنهم جاوزوا الثمانمئة ممَّن رووا عن أبي هريرة. كما يعد أبو هريرة واحدًا من أعلام قُرّاء الحجاز، حيث تلقّى القرآن عن النبي محمد، وعرضه على أبي بن كعب، وأخذ عنه عبد الرحمن بن هرمز. تولى أبو هريرة ولاية البحرين في عهد الخليفة عمر بن الخطاب، كما تولى إمارة المدينة من سنة 40 هـ حتى سنة 41 هـ. وبعدها لزم المدينة المنورة يُعلّم الناس الحديث النبوي، ويُفتيهم في أمور دينهم، حتى وفاته سنة 59 هـ.

## اسمه وكنيته
اختلف في اسم أبي هريرة على عدة أقوال، أرجحها «عبد الرحمن بن صخر»، وقيل «عبد الرحمن بن غنم»، وقيل «عبد بن غنم»، وقيل «عبد نهم بن عامر»، وقيل «عبد شمس بن عامر»، وقيل «عمير بن عامر»، وقيل «عبد شمس بن صخر»، وقيل «عامر بن عبد غنم»، وقيل «عبد الله بن عامر»، وقيل «سكين بن دومة»، وقيل «عبد عمرو بن عبد غنم»، وقيل «عمرو بن عبد غنم»، وقيل «سكين بن مل»، وقيل «سكين بن هانئ»، وقيل «عمر بن عبد شمس»، وقيل «عمر بن عبد نهم»، وقيل «سكين بن جابر»، وقيل «يزيد بن عشرقة»، وقيل «عبد الله بن عائذ»، وقيل «سكين بن وذمة»، وقيل «برير بن عشرقة»، وقيل «سعيد بن الحارث»، وقيل أن اسمه الذي ولد به كان «عبد شمس» أو «عبد الله» أو «سكين» أو «عامر» أو «بُرير» أو «عمرو» أو «سعيد» أو «عبد عمرو» أو «عبد غنم» أو «عبد ياليل» أو «عبد تيم» وبعد إسلام أبي هريرة، غيّر النبي محمد اسمه القديم، وسمّاه «عبد الرحمن» أو «عبد الله». وعن كُنيته «أبو هُريرة» التي اشتهر بها، فقيل أنه وجد هرة برية، فأخذها في كمه، فكُنّي بذلك، وقيل أنه كان يرعى غنمًا لأهله، فكانت له هريرة يلعب بها، فكناه أهله بها.

## نسبه
أما نسبه، فقال ابن الكلبي: إنه عمير بن عامر بن ذي الشرى بن طريف بن عيان (وقيل: عتاب) بن أبي صعب بن هنية (وقيل: منبه) بن سعد بن ثعلبة بن سليم بن فهم بن غنم بن دوس بن عدثان (وقيل: عدنان) بن عبد الله بن زهران بن كعب بن الحارث بن كعب بن عبد الله بن مالك بن نصر بن الأزد، وقيل أنه أبي هريرة عبد نهم بن عامر بن عبد شمس بن عبد الساطع بن قيس بن مالك بن ذي الأسلم بن الأحمس بن معاوية بن المسلم بن الحارث بن دهمان بن سليم بن فهم بن عامر بن دوس، وقيل هو عبد نهم بن عامر بن عتبة بن عمرو بن عيسى بن حرب بن سعد بن ثعلبة بن عمرو بن فهم بن دوس. وعن أمه، فقيل أن اسمها ميمونة، وقيل: أميمة، وقيل: أمينة، وقيل: صفية، وهي بنت صبيح (أو صفيح) بن الحارث بن سابى بن أبي صعب بن هنية الدوسية، ولأبى هريرة أخ يقال له كريم، وأما عن خاله، قيل هو سعد بن صبيح، وقيل: سعيد بن صبيح، قال أبو محمد بن قتيبة: «كان سعيد بن صبيح خال أبي هريرة من أشد الناس»، وابن عمه هو أبو عبد الله الأغر.

## حياته

### إسلامه وهجرته للمدينة

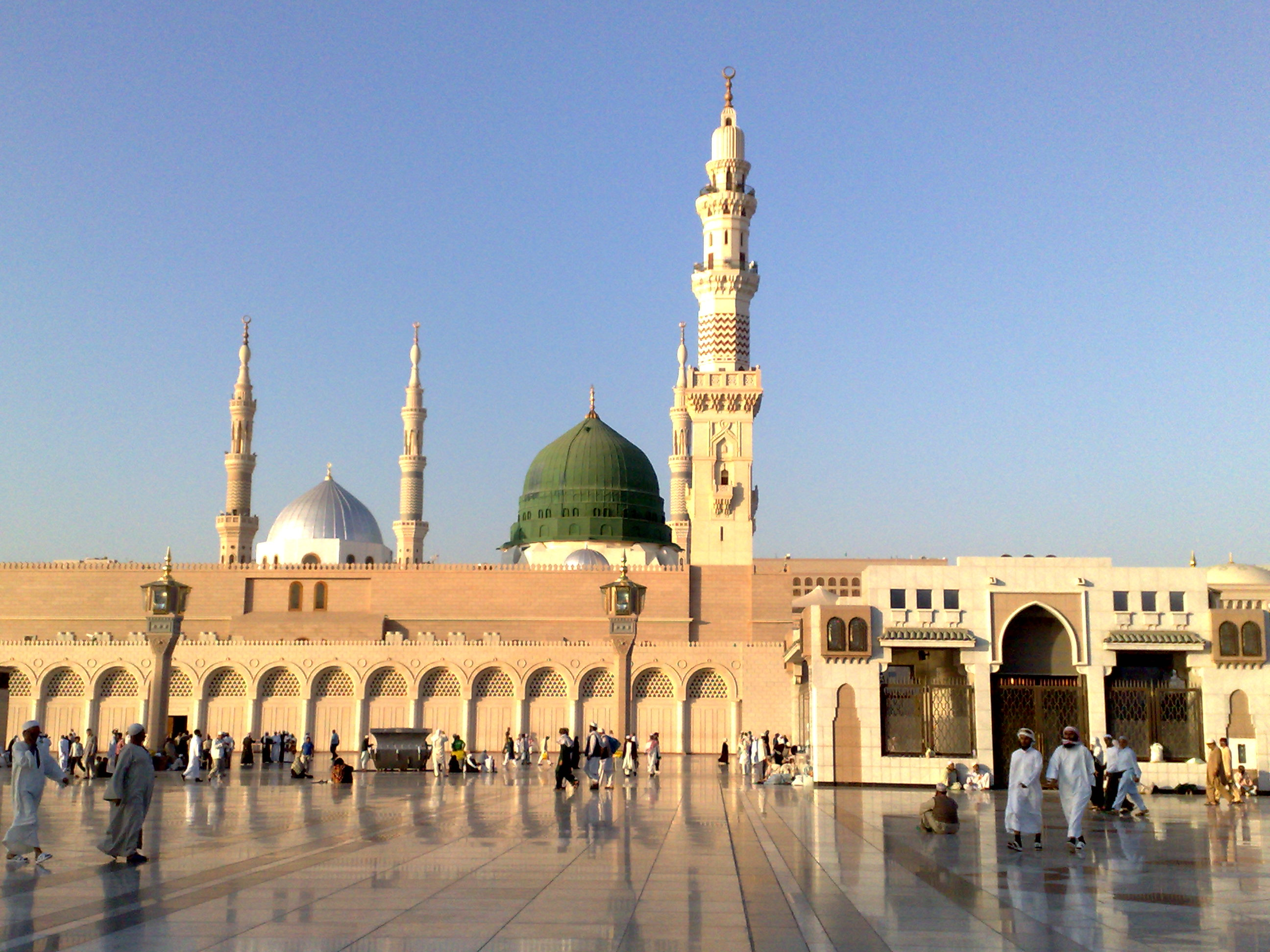
المسجد النبوي لزمه أبو هريرة منذ هاجر إلى المدينة المنورة لمصاحبة النبي محمد.

نشأ أبو هريرة في مساكن قبيلته «دوس» الأزديّة بأرض اليمن يتيمًا، ولما بلغته دعوة الطفيل بن عمرو الدوسي إلى الإسلام أجاب الدعوة، وأسلم،
ثم هاجر في أول سنة 7 هـ، وهو ابن ثمان وعشرين سنة مع نفر من قومه من قبيلة دوس اليمانية، إلى المدينة المنورة وقت غزوة خيبر، ولكن اختُلف أأدرك القتال وشارك فيه، أم بلغ المدينة بعدما فرغوا من القتال،، قال ابن عبد البر: «أسلم أبو هريرة عام خيبر، وشهدها مع رسول الله صلى الله عليه وسلم».

### خدمة أبي هريرة للنبي محمد وأهل بيته
ومن وقت وصول أبي هريرة إلى المدينة، لزم المسجد النبوي في أهل الصفة الذين لم يكن لهم مأوى ولا أهل. ورد أنه أمضى أربع سنين في معيّة النبي محمد، وورد أنهم ثلاث. انقطع فيها عن الدنيا ليلازم النبي محمد، عاش فيها حياة المساكين، يدور معه في بيوت نسائه ويخدمه ويغزو معه ويحجّ، فشهد معه فتح مكة. وأصبح أعلم الناس بحديثه، فكان السابقون من الصحابة كعمر وعثمان وعلي وطلحة والزبير يسألونه عن الحديث، لمعرفتهم ملازمة أبي هريرة للنبي محمد. فتمكّن أبو هريرة في تلك الفترة من استيعاب قدر كبير من أحاديث النبي محمد وأفعاله، ساعده على ذلك قُدرته الكبيرة على الحفظ. امتاز أبو هريرة في تلك الفترة بالجراءة على سؤال النبي محمد عن أشياء لا يسأله عنها غيره، وقد أوكل النبي محمد له بعض الأعمال كحفظ أموال زكاة رمضان، كما بعثه النبي محمد مؤذّنًا مع العلاء بن الحضرمي حين بعث النبي محمد العلاء واليًا على البحرين.

### في عهد الخلفاء الراشدين
وبعد وفاة النبي محمد، شارك أبو هريرة في عهد أبي بكر الصديق في حروب الردة، كما شارك في الفتح الإسلامي لفارس في عهد عمر بن الخطاب، ثم استعمله عمر واليًا على البحرين. فقدم من ولايته عليها إلى المدينة بعشرة آلاف . فاتهمه عمر في تلك الأموال، فأنكر أبو هريرة اغتصابه لتلك الأموال، وقال له بأنها نتاج خيله، ومن تجارته في الغلال، وما تجمّع له من أُعطيات. فتقصّى عُمر الأمر، فتبيّن له صدق مقولة أبي هريرة. أراد عُمر بعدئذ أنه يُعيد أبي هريرة إلى ولايته على البحرين، فأبى أبو هريرة، وامتنع.
بعد ولايته تلك، أقام أبو هريرة في المدينة المنورة يُحدّث طلاب الحديث، ويُفتي الناس في أمور دينهم. فقد روى زياد بن مينا أنه: «كان ابن عباس وابن عمر وأبو سعيد وأبو هريرة وجابر مع أشباه لهم، يُفتون بالمدينة، ويُحدّثون عن رسول الله ﷺ من لدن توفي عثمان إلى أن توفوا»، كذلك قال ابن حزم في كتاب «الإحكام في أصول الأحكام»: «المتوسطون فيما روي عنهم من الفتاوى عثمان، أبو هريرة، عبد الله بن عمرو بن العاص، أم سلمة، أنس، أبو سعيد، أبو موسى، عبد الله بن الزبير، سعد بن أبي وقاص، سلمان، جابر، معاذ، أبو بكر الصديق».
لم يكن أبو هريرة بمعزل عما يدور حوله من أحداث، فقد شارك أبو هريرة في مناصرة المدافعين عن عثمان بن عفان يوم الدار، وهو ما حفظه الأمويون لأبي هريرة. ورغم حُسن علاقته بالأمويين، إلا أنه عنّف مروان بن الحكم ولم يكن وقتها واليًا على المدينة المنورة لممانعته دفن الحسن بن علي بن أبي طالب مع جده النبي محمد، حيث قال له أبو هريرة: «تدخل فيما لا يعنيك ولكنك تريد رضا الغائب»، يعني أبو هريرة بذلك معاوية.

### وفاته

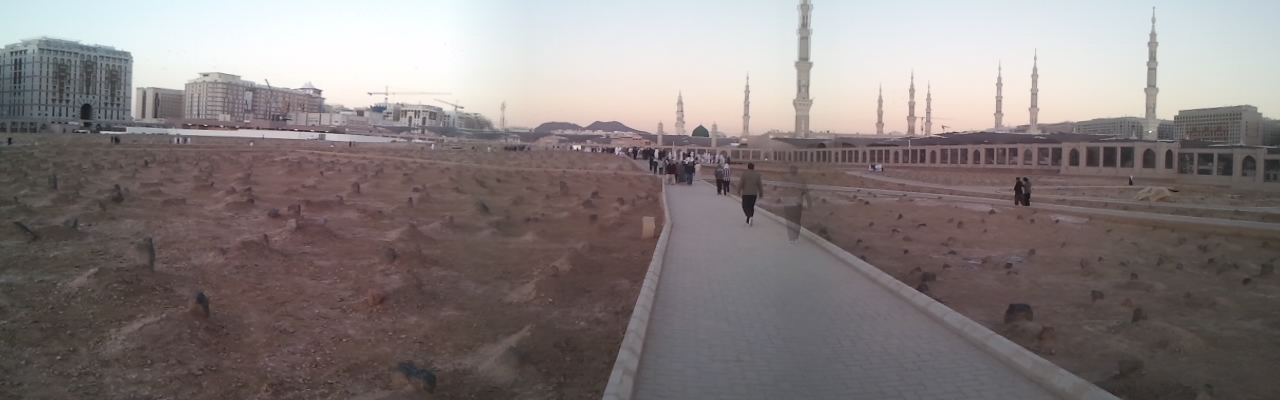
مقبرة البقيع حيث دُفن أبو هريرة.

تعددت الروايات في تاريخ وفاة أبي هريرة، فقال هشام بن عروة أن أبا هريرة وعائشة توفيا سنة 57 هـ، وأيّد هذا التاريخ علي بن المديني ويحيى بن بكير وخليفة بن خياط، بينما قال الهيثم بن عدي بأنه توفي سنة 58 هـ، فيما قال الواقدي وأبو عبيد وأبو عمر الضرير أنه مات سنة 59 هـ، وزاد الواقدي أن عمره يومها كان 78 سنة، وأن أبا هريرة هو من صلى على عائشة في رمضان سنة 58 هـ، وعلى أم سلمة في شوال سنة 59 هـ، ثم توفي بعد ذلك في نفس السنة. كانت وفاة أبي هريرة في وادي العقيق، وحمل بعدها إلى المدينة، حيث صلى عليه الوليد بن عتبة أمير المدينة المنورة وقتئذ بعد صلاة العصر، وشيعه عبد الله بن عمر وأبو سعيد الخدري، ودُفن بالبقيع. وقد أوصى أبو هريرة حين حضره الموت، فقال: «إذا مت فلا تنوحوا عليّ، لا تضربوا عليّ فسطاطا، ولا تتبعوني بمجمرة، وأسرعوا بي». كما كانت له قبل وفاته دارًا في ذي الحليفة، تصدق بها على مواليه. وقد كتب الوليد بن عتبه إلى الخليفة معاوية بن أبي سفيان يُنبأه بموت أبي هريرة، فكتب معاوية إليه يأمره بأن يحصي ورثة أبي هريرة، وأن يمنحهم عشرة آلاف درهم، وأن يُحسن جوارهم.
لم يرد ذكر لأسرة أبي هريرة أكثر من أنه كانت له زوجة اسمها «بسرة بنت غزوان»، ومن الولد ابنه المحرر وهو ممن رووا عنه الحديث النبوي، وعبد الرحمن بن أبي هريرة، وبلال بن أبي هريرة؛ وابنة كانت زوجة للتابعي سعيد بن المسيب. أما صفة أبي هريرة الشكلية، فقد كان أبو هريرة رجلاً آدم، بعيد ما بين المنكبين، أفرق الثنيتين، ذا ضفيرتين. يميل إلى المُزاح، فقد رُوي أنه كان يرى الصبية يلعبون في الليل لعبة الغراب، فيتسلل بينهم، وهم لا يشعرون، حتى يلقي بنفسه بينهم. ويضرب برجليه الأرض، يريد بذلك أن يضحكهم، فيفزع الصبيان منه، ويفرون ههنا وههنا، يتضاحكون.

## روايته للحديث النبوي

### مروياته
لزم أبو هريرة النبي محمد منذ أن أسلم سنة 7 هـ، وساعدته سعة حفظه على استيعاب عدد كبير من الأحاديث النبوية ذكر الذهبي في ترجمته لأبي هريرة في كتابه «سير أعلام النبلاء» أن أحاديث أبي هريرة بلغت في مسند بقي بن مخلد 5374 حديث، اتفق البخاري ومسلم على 326 حديث منها، وانفرد البخاري بـ 93 حديثًا، ومسلم بـ 98 حديثًا، كما أحصى له المحقق شعيب الأرناؤوط في تحقيقه لمسند أحمد 3870 حديثًا. وقد جمع أبو إسحاق إبراهيم بن حرب العسكري في القرن الثالث الهجري مسند أبي هريرة، وتوجد نسخة منه محفوظة في مكتبة كوبريللي بتركيا، كما جمع الطبراني مُسندًا لأبي هريرة في مصنف.
لذا، فقد التف حوله الكثيرون ممن طلبة الحديث النبي قدّر البخاري عددهم بأنهم جاوزوا 800 رجل وامرأة رووا عن أبي هريرة. وقد شهد لأبي هريرة معاصروه بأوّليته في سعة الحفظ، بينما ذكر أبو هريرة أن عبد الله بن عمرو بن العاص كان أحفظ منه، نظرًا لتدوين عبد الله لما كان يحفظه من أحاديث، بينما لم يكن أبو هريرة يكتب. كما حفظ أبو هريرة القرآن، وقرأه على أبي بن كعب، وقد أخذ عنه الأعرج. وقد اختبر مروان بن الحكم حفظ أبي هريرة، ومروان يومئذ واليًا على المدينة، بأن دعا أبا هريرة، وسأله أن يُحدّثه، وأمر مروان كاتبه أن يجلس خلف ستار يكتب ما يسمعه. فجعل أبو هريرة يُحدّث مروان. ثم أرسل مروان بعد فترة يسأل أبي هريرة أن يُحدّثه، وأمر كاتبه بأن يقارن بما كتبه، فما وجده غيّر حرفًا عن حرف، عندئذ قال له مروان: «تعلم أنا قد كتبنا حديثك أجمع؟»، فقال أبو هريرة: «وقد فعلت؟»، قال: «نعم»، قال: «فاقرأه علي»، فقرأه. فقال أبو هريرة: «أما إنكم قد حفظتم، وإن تطعني تمحه»، فمحاه مروان، وقال أبو هريرة: «ارو كما روينا».

#### روى عن
روى أبو هريرة عن:
- النبي محمد
- أبي بكر الصديق
- أبي بن كعب
- عمر بن الخطاب
- أسامة بن زيد
- عائشة بنت أبي بكر
- الفضل بن العباس
- بصرة بن أبي بصرة
- كعب الأحبار

#### روى عنه
روى عن أبي هريرة:
- ابنه المحرر بن أبي هريرة
- عبد الله بن عمر بن الخطاب
- عبد الله بن عباس
- جابر بن عبد الله بن عمرو بن حرام
- أنس بن مالك
- واثلة بن الأسقع الليثي
- مروان بن الحكم
- قبيصة بن ذؤيب
- عبد الله بن ثعلبة بن صعير العذري
- سعيد بن المسيب
- عروة بن الزبير
- سلمان الأغر
- الأغر أبو مسلم
- شريح بن هانئ الحارثي
- خباب صاحب المقصورة
- أبو سعيد المقبري
- سليمان بن يسار
- سنان بن أبي سنان الدؤلي
- عبد الله بن شقيق
- عبد الرحمن بن أبي عمرة
- عراك بن مالك
- أبو رزين الأسدي
- عبد الله بن قارظ
- بسر بن سعيد
- بشير بن نهيك
- بعجة بن عبد الله بن بدر الجهني
- حنظلة الأسلمي
- ثابت بن عياض الأحنف
- حفص بن عاصم بن عمر
- سالم بن عبد الله بن عمر بن الخطاب
- أبو سلمة بن عبد الرحمن بن عوف
- حميد بن عبد الرحمن بن عوف
- حميد بن عبد الرحمن الحميري
- خلاس بن عمرو الهجري
- زرارة بن أوفى
- سالم أبو الغيث مولى ابن مطيع
- سالم مولى شداد
- عامر بن سعد بن أبي وقاص
- سعيد بن عمرو بن سعيد بن العاص
- أبو الحباب سعيد بن يسار
- عبد الله بن الحارث البصري
- محمد بن سيرين
- سعيد بن مرجانة
- عبد الرحمن بن هرمز
- عبد الرحمن بن سعيد المقعد
- عبد الرحمن بن أبي نعم البجلي
- عبد الرحمن بن يعقوب الحرقي
- أبو صالح السمان
- عبيدة بن سفيان الحضرمي
- عبيد الله بن عبد الله بن عتبة
- عطاء بن ميناء مولى ابن أبي ذباب
- عطاء بن أبي رباح
- عطاء بن يزيد الليثي
- عطاء بن يسار
- عبيد بن حنين
- عجلان موال فاطمة بنت عتبة
- عبيد الله بن أبي رافع
- عنبسة بن سعيد بن العاص الأموي
- موسى بن يسار المطلبي مولى قيس بن مخرمة
- نافع بن جبير بن مطعم
- عبد الله بن رباح
- عبد الرحمن بن مهران مولى أبي هريرة
- عمرو بن أبي سفيان بن أسيد بن جارية الثقفي
- محمد بن زياد الجمحي
- عيسى بن طلحة بن عبيد الله
- محمد بن قيس بن مخرمة القرشي
- محمد بن عباد بن جعفر المخزومي
- محمد بن أبي عائشة المدني
- الهيثم بن أبي سنان
- أبو حازم الأشجعي
- أبو بكر بن عبد الرحمن بن الحارث بن هشام
- أبو الشعثاء المحاربي
- يزيد بن الأصم
- نعيم المجمر
- محمد بن المنكدر
- همام بن منبه
- أبو عثمان الطنبذي
- أبو قيس مولى أبي هريرة
- إبراهيم بن إسماعيل
- إبراهيم بن عبد الله بن حنين
- إبراهيم بن عبد الله بن قارظ الزهري
- إسحاق بن عبد الله مولى زائدة
- الأسود بن هلال المحاربي
- الأغر بن سليك
- أنس بن حكيم الضبي
- أوس بن خالد
- بشير بن كعب العدوي
- بكير بن فيروز الرهاوي
- ثابت بن قيس الزرقي
- ثور بن عفير السدوسي
- جبر بن عبيدة
- جعفر بن عياض
- جمهان الأسلمي
- الحارث بن مخلد الزرقي
- حريث بن قبيصة
- الحسن البصري
- حصين بن مصعب
- حفص بن عبيد الله بن أنس بن مالك
- الحكم بن ميناء
- أبو تحيا حكيم بن سعد الكوفي
- حميد بن مالك بن خثيم
- حنظلة بن علي الأسلمي
- حيان بن بسطام الهذلي
- خالد بن عبد الله بن حسين الدمشقي
- أبو حسان خالد بن غلاق
- خيثمة بن عبد الرحمن
- ذهيل بن عوف بن شماخ الطهوي
- ربيعة الجرشي
- رميح الجذامي
- زياد بن ثويب
- أبو قيس زياد بن رياح القيسي
- زياد بن قيس المدني
- زياد الطائي
- زيد بن أبي عتاب
- سالم بن أبي الجعد
- سالم مولى النصريين
- سحيم مولى زهرة
- سعد بن هشام بن عامر الأنصاري
- سعيد بن الحارث الأنصاري
- سعيد بن أبي الحسن البصري
- سعيد بن حيان التيمي
- سعيد بن أبي سعيد المقبري
- سعيد بن سمعان المدني
- سعيد بن أبي هند
- سلمة بن الأزرق
- سلمة الليثي
- سليمان بن حبيب المحاربي قاضي دمشق
- سليمان بن سنان المدني
- شداد أبو عمار الدمشقي
- شفي بن ماتع الأصبحي
- شقيق بن سلمة
- شهر بن حوشب
- صالح بن درهم الباهلي
- صالح بن أبي صالح مولى عمرو بن حريث
- صالح بن نبهان مولى التوأمة
- صعصعة بن مالك
- صهيب العتواري
- الضحاك بن شرحبيل
- الضحاك بن عبد الرحمن بن عرزب
- ضمضم بن جوس الهفاني اليمامي
- طارق بن مخاشن
- طاووس بن كيسان
- عامر بن سعد البجلي
- عامر الشعبي
- عباد بن أبي سعيد المقبري
- عباس الجشمي
- عبد الله بن رافع مولى أم سلمة
- أبو سلمة عبد الله بن رافع الحضرمي
- عبد الله بن رباح الأنصاري
- عبد الله بن سعد مولى عائشة
- عبد الله بن أبي سليمان
- عبد الله بن ضمرة السلولي
- عبد الله بن عبد الرحمن بن الحارث الدوسي
- عبد الله بن عتبة بن مسعود الهذلي
- عبد الله بن عمرو بن عبد القاري
- عبد الله بن فروخ مولى عائشة
- عبد الله بن يامين الطائفي
- عبد الحميد بن سالم
- عبد الرحمن بن آدم صاحب السقاية مولى أم برثن
- عبد الرحمن بن أذينة العبدي قاضي البصرة
- عبد الرحمن بن الحارث بن هشام
- عبد الرحمن بن حجيرة الخولاني
- عبد الرحمن بن أبي حدرد الأسلمي
- عبد الرحمن بن خالد بن ميسرة
- عبد الرحمن بن سعد مولى الأسود بن سفيان
- عبد الرحمن بن الصامت
- عبد الرحمن بن عبد الله بن كعب بن مالك
- عبد الرحمن بن غنم
- عبد الرحمن بن أبي كريمة
- عبد العزيز بن مروان
- عبد الملك بن يسار مولى ميمونة بنت الحارث
- أبي يحيى عبيد الله بن عبد الله بن موهب التيمي
- عبيد بن سلمان الطابخي
- عبيد بن أبي عبيد مولى أبي رهم
- عبيد بن عمير الليثي
- عثمان بن أبي سودة الشامي
- عثمان بن عبد الله بن موهب التيمي
- عجلان مولى المشمعل
- عزرة بن تميم
- عطاء بن أبي علقمة بن الحارث بن نوفل
- عطاء مولى ابن أبي أحمد
- عطاء مولى أم صبية الجهنية
- عكرمة مولى ابن عباس
- علقمة بن بجالة بن الزبرقان
- علي بن الحسين
- علي بن رباح اللخمي
- عمار بن أبي عمار مولى بني هاشم
- عمارة بن أكيمة الليثي
- عمر بن الحكم بن ثوبان
- عمر بن الحكم بن رافع الأنصاري
- عمر بن خلدة الزرقي قاضي المدينة
- عمرو بن دينار
- عمرو بن سليم الزرقي
- عمرو بن عاصم بن سفيان بن عبد الله الثقفي
- عمرو بن عمير
- عمرو بن قهيد بن مطرف
- عمرو بن ميمون
- عمير بن الأسود العنسي
- عمير بن هانئ العنسي
- عوف بن الحارث بن الطفيل رضيع عائشة
- العلاء بن زياد العدوي
- القاسم بن محمد بن أبي بكر
- قسامة بن زهير المازني
- قيس بن أبي حازم البجلي
- كثير بن مرة الحضرمي
- كعب المدني
- كليب بن شهاب الجرمي
- كميل بن زياد النخعي
- كنانة مولى صفية بنت حيي
- مالك بن أبي عامر الأصبحي
- مجاهد بن جبر
- محمد بن إياس بن البكير الليثي
- محمد بن ثابت
- محمد بن شرحبيل العبدري
- محمد بن عبد الرحمن بن ثوبان
- محمد بن عبد الرحمن بن أبي ذباب
- محمد بن عمار بن سعد القرظ
- محمد بن عمير
- محمد بن كعب القرظي
- مضارب بن حزن التميمي
- المطلب بن عبد الله بن حنطب المخزومي
- معبد بن عبد الله بن هشام القرشي
- المغيرة بن أبي بردة العبدري
- موسى بن طلحة بن عبيد الله
- موسى بن وردان
- ميمون بن مهران
- ميناء بن أبي ميناء مولى عبد الرحمن بن عوف
- نافع بن عباس مولى أبي قتادة
- نافع بن أبي نافع مولى أبي أحمد
- نافع مولى ابن عمر
- النضر بن سفيان الدؤلي
- هلال بن أبي هلال المدني
- الوليد بن رباح
- يحيى بن جعدة بن هبيرة المخزومي
- أبو الحباب يحيى بن أبي صالح
- يحيى بن النضر الأنصاري
- يحيى بن يعمر
- يزيد بن عبد الله بن الشخير
- يزيد بن عبد الله الليثي
- يزيد بن عبد الرحمن الأودي
- يزيد بن هرمز
- يزيد مولى المنبعث
- يعلى بن عقبة
- يعلى بن مرة الكوفي
- يوسف بن ماهك
- أبو إدريس الخولاني
- أبو إسحاق مولى عبد الله بن الحارث بن نوفل
- أبو أمامة بن سهل بن حنيف
- أبو أيوب المراغي
- أبو بكر بن سليمان بن أبي حثمة
- أبو تميمة الهجيمي
- أبو ثور الأزدي
- أبو الجوزاء الربعي
- أبو الحكم البجلي
- أبو الحكم مولى بني ليث
- أبو حي المؤذن
- أبو خالد البجلي
- أبو خالد الوالبي
- أبو خالد مولى آل جعدة بن هبيرة
- أبو رافع الصائغ
- أبو الربيع المدني
- أبو زرعة بن عمرو بن جرير البجلي
- أبو السائب مولى هشام بن زهرة
- أبو سعد الخير الحمصي
- أبو سعيد بن أبي المعلى المدني
- أبو سعيد الأزدي الشنائي
- أبو سعيد مولى عبد الله بن عامر بن كريز
- أبو سفيان مولى ابن أبي أحمد
- أبو السليل القيسي
- أبو صالح الأشعري
- أبو صالح الحنفي
- أبو صالح الخوزي
- أبو صالح مولى ضباعة
- أبو الصلت
- أبو الضحاك
- أبو العالية الرياحي
- أبو عبد الله الدوسي
- أبو عبد الله القراظ
- أبو عبد الله المدني مولى الجندعيين
- أبو عبد الملك مولى أم مسكين بنت عاصم بن عمر بن الخطاب
- أبو عبيد مولى ابن أزهر
- أبو عثمان التبان
- أبو عثمان النهدي
- أبو علقمة مولى بني هاشم
- أبو عمر الغداني
- أبو غطفان بن طريف المري
- أبو كباش العيشي
- أبو كثير السحيمي
- أبو المتوكل الناجي
- أبو مدلة مولى عائشة
- أبو مرة مولى عقيل بن أبي طالب
- أبو مريم الأنصاري
- أبو مزرد
- أبو المهزم البصري
- أبو هاشم الدوسي
- أبو الوليد مولى عمرو بن حريث
- أبو يحيى مولى آل جعدة بن هبيرة
- أبو يحيى الأسلمي
- أبو يونس مولى أبي هريرة
- ابن حسنة الجهني
- ابن سيلان
- ابن مكرز الشامي
- ابن وثيمة النصري
- كريمة بنت الحسحاس المزنية
- أم الدرداء الصغرى
- حريث العذري
- شتير بن نهار العبدي
- عطاء بن أبي مسلم الخراساني
- عكرمة بن خالد المخزومي
- أبو قلابة الجرمي
- أبو مزاحم المدني
- أبو ميمونة المدني

### الجرح والتعديل
| أبو هريرة وعاء من العلم |
| —النبي محمد             |

نقل أبو سعيد الخدري عن النبي محمد قوله عن أبي هريرة: «أبو هريرة وعاء من العلم»، وقال له ابن عمر: «كنت ألزمنا لرسول الله ﷺ وأعلمنا بحديثه»، وقال كعب: «ما رأيت رجلا لم يقرأ التوراة أعلم بما في التوراة من أبي هريرة»، وقال الشافعي: «أبو هريرة أحفظ من روى الحديث في دهره»، وقال أبو نعيم عنه: «كان أحفظ الصحابة لأخبار رسول الله ﷺ، ودعا له بأن يحبّبه إلى المؤمنين، وكان إسلامه بين الحديبيّة وخيبر. قدم المدينة مهاجرًا، وسكن الصّفة»،
وقد اهتم علماء الجرح والتعديل بتصنيف أصح أسانيد أحاديث أبي هريرة، فعدّها الذهبي أن أصح أسانيده ما جاء عن الزُهري عن سعيد بن المسيب عن أبي هريرة، وما جاء عن أبي الزناد عن الأعرج عن أبي هريرة، وما جاء عن ابن عون وأيوب عن محمد بن سيرين عن أبي هريرة، وقد روى له الجماعة في كُتُبهم. بينما اعتبر علي بن المديني أن أصحها ما جاء من طريق حماد بن زيد عن أيوب عن محمد بن سيرين عن أبي هريرة، وقال سليمان بن داود: «أصح الأسانيد كلها يحيى بن أبي كثير عن أبي سلمة عن أبي هريرة»، أما المُحدّث أحمد محمد شاكر فقد اعتبر أصح ما رُوِيَ عن أبي هريرة ما جاء من طرق مالك وسفيان بن عيينة ومعمر عن الزُهري عن سعيد بن المسيب عن أبي هريرة، وما جاء عن حماد بن زيد عن أيوب عن محمد بن سيرين عن أبي هريرة، وما جاء عن إسماعيل بن أبي حكيم عن عبيدة بن سفيان الحضرمي عن أبي هريرة، وما جاء عن معمر عن همام بن منبه عن أبي هريرة.

### التعجُّب من كثرة رواياته
لم يتقبّل بعض الصحابة إكثار أبي هريرة الرواية للحديث النبوي كالخليفة الثاني عمر بن الخطاب الذي قال لأبي هريرة: «لتتركن الحديث عن رسول الله ﷺ أو لألحقنك بأرض دوس»، لرؤية عمر ضرورة الإقلال في رواية الحديث عن النبي محمد في زمان خلافته، مخافة انشغال الناس بالحديث عن القرآن، ومع هذا فقد سمح عمر لأبي هريرة بالتحديث بعد أن أرسل يطلبه، وقال له عمر: «كنت معنا يوم كنا مع رسول الله ﷺ في بيت فلان؟»، فقال أبو هريرة: «نعم، وقد علمت لأي شيء سألتني»، فقال عمر: «ولم سألتك؟»، فردّ أبو هريرة قائلاً: «إن رسول الله ﷺ قال يومئذ: من كذب علي متعمدًا، فليتبوأ مقعده من النار»، فقال عمر: «أما لا، فاذهب فحدّث»، وهي إجازة من عمر لأبي هريرة بالتحديث. كما رُوي أن أبا هريرة دخل يومًا على عائشة بنت أبي بكر، فقالت له متعجبة: «أكثرت يا أبا هريرة عن رسول الله!»، فقال أبو هريرة: «إي والله يا أماه؛ ما كانت تشغلني عنه المرآة، ولا المكحلة، ولا الدهن»، فقالت عائشة: «لعله». وبلغ ابن عمر رواية أبي هريرة لحديث: «من شهد الجنازة حتى يصلي عليها فله قيراط. ومن شهدها حتى تدفن فله قيراطان. قيل: وما القيراطان؟ قال: مثل الجبلين العظيمين أصغرهما مثل أحد»، فقال ابن عمر: «أكثر علينا أبو هريرة»، فأخذه أبو هريرة إلى عائشة، يسألها عن الحديث، فصدّقته، فما كان من ابن عمر إلا أن قال له: «كنت ألزمنا لرسول الله ﷺ، وأعلمنا بحديثه». ولم يكن هذا الانتقاد فقط بين جموع الصحابة، بل وكان محل ريبة بعض العوام الذين سأل أحدهم طلحة بن عبيد الله يومًا، فقال: «يا أبا محمد، أرأيت هذا اليماني - يعني أبا هريرة - أهو أعلم بحديث رسول الله ﷺ منكم؟. نسمع منه أشياء لا نسمعها منكم، أم هو يقول على رسول الله ما لم يقل؟»، فردّ طلحة قائلاً: «أما أن يكون سمع ما لم نسمع، فلا أشك، سأحدثك عن ذلك: إنا كنا أهل بيوتات وغنم وعمل، كنا نأتي رسول الله ﷺ طرفي النهار، وكان مسكينًا ضيفًا على باب رسول الله، يده مع يده، فلا نشك أنه سمع ما لم نسمع، ولا تجد أحدًا فيه خير يقول على رسول الله ما لم يقل».
وقد أزعجت أبي هريرة تلك الانتقادات لكثرة رواياته، فقال: «إنكم تقولون إن أبا هريرة يكثر الحديث عن رسول الله ﷺ، وتقولون ما للمهاجرين والأنصار لا يحدثون مثله! وإن إخواني المهاجرين كان يشغلهم الصفق بالأسواق، وكان إخواني من الأنصار يشغلهم عمل أموالهم؛ وكنت امرأ مسكينًا من مساكين الصفة، ألزم رسول الله ﷺ على ملء بطني، فأحضر حين يغيبون، وأعي حين ينسون، وقد قال رسول الله ﷺ في حديث يحدثه يومًا، إنه لن يبسط أحد ثوبه حتى أقضي جميع مقالتي، ثم يجمع إليه ثوبه، إلا وعى ما أقول. فبسطت نمرة علي، حتى إذا قضى مقالته، جمعتها إلى صدري. فما نسيت من مقالة رسول الله ﷺ تلك من شيء».
لم تكن تلك الانتقادات على كثرة رواية الأحاديث فقط بين معاصريه. فقد كان بعض التابعين لا يأخذون ببعض حديثه، فقد روى يزيد بن هارون أنه سمع شعبة يقول: «كان أبو هريرة يدلس». كما روى المغيرة ومنصور عن إبراهيم النخعي أنه قال بأن أصحابه ما كانوا يأخذون من حديث أبي هريرة إلا ما كان حديث جنة أو نار.

## عبادته وكرمه
اجتهد أبو هريرة في العبادة، فهذا حفيده نعيم بن المحرر بن أبي هريرة يقول بأن جده كان له خيط فيه ألفا عقدة، لا ينام حتى يسبح به، كما ذكر أبو عثمان النهدي أنه حلّ ضيفًا على أبي هريرة لسبعة أيام، فوجده وامرأته وخادمه يُقسّمون الليل ثلاثًا، يُصلّي أحدهم ثم يوقظ الآخر. وأثنى رجل من قبيلة تدعى الطفاوة على كرم أبي هريرة، فقال: «نزلت على أبي هريرة بالمدينة ستة أشهر، فلم أر من أصحاب رسول الله ﷺ رجلاً أشد تشميرًا، ولا أقوم على ضيف، من أبي هريرة». وكان أبو هريرة دائم الإقرار بفضل ربه عليه، فقد رُوي أنه صلى بالناس يومًا، فلما سلّم، رفع صوته، فقال: «الحمد لله الذي جعل الدين قوامًا، وجعل أبا هريرة إمامًا؛ بعد أن كان أجيرًا لابنة غزوان على شبع بطنه، وحمولة رجله، فزوجنيها الله، فهي امرأتي».

## وصلات خارجية
- سيرة أبي هريرة - مقال على شبكة الألوكة.
- ترجمة أبي هريرة - موقع قصة الإسلام.
- كيف روى أبو هريرة رضي الله عنه كل هذه الأحاديث ومدة صحبته ثلاث سنوات فقط - فتوى على موقع الإسلام سؤال وجواب.
- سيدنا أبو هريرة الدوسي - دروس محمد راتب النابلسي.